# Класичне ралі
Ра́лі класичне (офіційна назва Ралі другої категорії) — комплексне змагання з автомобільного спорту на точність дотримання заданого графіку руху за визначеним маршрутом.

## Короткий опис
У змаганнях з авторалі беруть участь як окремі екіпажі, так і ралійні команди, які складаються з декількох (2 — 3) екіпажів.
Ралійний екіпаж складається з двох осіб: пілота і штурмана. Дистанція траси, зазвичай, становить 200—400 км, з яких 50 % займають спецділянки, або скорочено — СД (англ. SS — special stage, пол. OS — Odcinek specialny, рос. СУ - спецучасток, нерідко вживається жаргонна назва «доп» від рос. дополнительный участок). В ралі використовуються переважно серійні легкові автомобілі з деякими конструктивними змінами.
Перші змагання типу сучасних ралі відбулися в 1894 році за маршрутом Париж-Руан-Париж. А найвідоміші міжнародні змагання — «Ралі Монте-Карло» проводяться з 1941 року.
З 40-х років двадцятого століття ралі отримало широке розповсюдження в багатьох країнах світу.
Чемпіонат світу з ралі (WRC) — головні змагання у світі ралі, де участь беруть найпотужніші автомобілі. Крім того, існують інші міжнародні змагання на менш потужних автомобілях: Чемпіонат світу в категорії «продакшин», Чемпіонат Європи, Чемпіонат Тихоокеанського басейну, Близькосхідний ралійний чемпіонат, Молодіжний чемпіонат світу, Фієста ралі трофі, а також національні першості та кубки, зокрема в Україні Чемпіонат України з ралі, Кубок Лиманів та ін.
Етапи національних першостей можуть одночасно бути етапами першості континенту або іншого регіонального чемпіонату.
З 2006 року паралельно до Чемпіонату світу з ралі (WRC) проводиться Інтерконтинентальний ралійний чемпіонат (IRC — Intercontinental Rally Challenge), де беруть участь менш потужні і дешевші автомобілі.